# Andrea Chiesa
Andrea Chiesa és un pilot de curses suís que va arribar a disputar curses de Fórmula 1.
Va néixer el 6 de maig del 1964 a Milà, Llombardia, Itàlia.
Andrea Chiesa va debutar a la primera cursa de la temporada 1992 (la 43a temporada de la història) del campionat del món de la Fórmula 1, disputant l'1 de març del 1992 el G.P. de Sud-àfrica al circuit de Kyalami.
Va participar en un total de deu curses puntuables pel campionat de la F1, disputades totes a la temporada 1992, no aconseguint finalitzar cap cursa i no assolí cap punt pel campionat del món de pilots.

## Resultats a la Fórmula 1
| Any  | Equip            | Xassís    | Motor | 1       | 2       | 3       | 4       | 5       | 6       | 7       | 8       | 9       | 10      | 11  | 12  | 13  | 14  | 15  | 16  | Posició | Punts |
| ---- | ---------------- | --------- | ----- | ------- | ------- | ------- | ------- | ------- | ------- | ------- | ------- | ------- | ------- | --- | --- | --- | --- | --- | --- | ------- | ----- |
| 1992 | Fondmetal F1 SpA | Fondmetal | Ford  | SUD NVQ | MEX Ret | BRA NVQ | ESP Ret | SMR NVQ | MON NVQ | CAN NVQ |         |         | ALE NVQ | HUN | BEL | ITA | POR | JAP | AUS | -       | 0     |
| 1992 | Fondmetal F1 SpA | Fondmetal | Ford  |         |         |         |         |         |         |         | FRA Ret | GBR NVQ |         |     |     |     |     |     |     | -       | 0     |

### Resum
| Curses: | Victòries: | Pòdiums: | Poles: | Voltes ràpides: | Punts: |
| ------- | ---------- | -------- | ------ | --------------- | ------ |
| 10 (3)  | 0          | 0        | 0      | 0               | 0      |